# 30. Oscar-gála
Az 30. Oscar-gálát, a Filmakadémia díjátadóját 1958. március 26-án tartották meg. Az est fő nyertese a Híd a Kwai folyón lett: nyolc jelöléséből hetet váltott díjra, pedig az év filmjei között szerepelt a Tizenkét dühös ember, az Ítélet Nürnbergben és A vád tanúja is. Pierre Boulle kapta az Oscar-díjat a legjobb adaptált forgatókönyv kategóriában a Híd a Kwai folyónért, mert a film két írója, Carl Foreman és Michael Wilson feketelistás volt.
Elsőként az Oscar történetében a legjobb film díjára jelölt filmek rendezői kapták a rendezői jelölést is.
A díjátadó ezután a kormányzó báljával folytatódott: a vacsorával egybekötött ünneplés hajnalig tartott a Beverly Hilton Hotelben.

## Kategóriák és jelöltek
Nyertesek félkövérrel jelölve

### Legjobb film
- Híd a Kwai folyón (The Bridge on the River Kwai) – Horizon, Columbia – Sam Spiegel
  - Peyton Place – 20th Century-Fox – Jerry Wald
  - Szajonara (Sayonara) – Goetz, Warner Bros. – William Goetz
  - Tizenkét dühös ember (12 Angry Men) – Orion-Nova, United Artists – Henry Fonda és Reginald Rose
  - A vád tanúja (Witness for the Prosecution) – Small-Hornblow, United Artists – Arthur Hornblow, Jr.

### Legjobb színész
- Alec Guinness – Híd a Kwai folyón (The Bridge on the River Kwai)
  - Marlon Brando      – Szajonara (Sayonara)
  - Anthony Franciosa  – A Hatful of Rain
  - Charles Laughton   – A vád tanúja (Witness for the Prosecution)
  - Anthony Quinn      – Wild Is the Wind[* 1]

### Legjobb színésznő
- Joanne Woodward – The Three Faces of Eve[* 2]
  - Deborah Kerr – Heaven Knows, Mr. Allison[* 3]
  - Anna Magnani – Wild Is the Wind 
  - Elizabeth Taylor – Raintree County
  - Lana Turner – Peyton Place

### Legjobb férfi mellékszereplő
- Red Buttons –  Szajonara (Sayonara)
  - Vittorio De Sica –  Búcsú a fegyverektől (A Farewell to Arms)
  - Sessue Hayakawa –  Híd a Kwai folyón (The Bridge on the River Kwai)
  - Arthur Kennedy –  Peyton Place
  - Russ Tamblyn – Peyton Place

### Legjobb női mellékszereplő
- Miyoshi Umeki – Szajonara (Sayonara)
  - Carolyn Jones – The Bachelor Party
  - Elsa Lanchester – A vád tanúja (Witness for the Prosecution)
  - Hope Lange – Peyton Place
  - Diane Varsi – Peyton Place

### Legjobb rendező
- David Lean – Híd a Kwai folyón (The Bridge on the River Kwai)
  - Joshua Logan – Szajonara (Sayonara)
  - Sidney Lumet – Tizenkét dühös ember (12 Angry Men)
  - Mark Robson – Peyton Place
  - Billy Wilder – A vád tanúja (Witness for the Prosecution)

### Legjobb eredeti történet
- Designing Women – George Wells
  - Mókás arc[5] (Funny Face) – Leonard Gershe
  - Man of a Thousand Faces – Ralph Wheelwright, R. Wright Campbell, Ivan Goff, Ben Roberts
  - Bádogcsillag[6]/A seriffjelvény[7] (The Tin Star) – Barney Slater, Joel Kane, Dudley Nichols
  - A bikaborjak (I vitelloni; olasz) – Federico Fellini, Ennio Flaiano, Tullio Pinelli

### Legjobb adaptált forgatókönyv
- Híd a Kwai folyón (The Bridge on the River Kwai) – Carl Foreman, Michael Wilson forgatókönyve Pierre Boulle regénye alapján
  -  Heaven Knows, Mr. Allison – John Huston, John Lee Mahin forgatókönyve Charles Shaw regénye alapján
  - Peyton Place – John Michael Hayes forgatókönyve Grace Metalious regénye alapján
  - Szajonara (Sayonara) – Paul Osborn forgatókönyve James Michener regénye alapján
  - Tizenkét dühös ember (12 Angry Men) – Reginald Rose saját tévéjátékából

### Legjobb operatőr
- Jack Hildyard –  Híd a Kwai folyón (The Bridge on the River Kwai)
  - Félévente randevú (An Affair to Remember) – Milton Krasner
  - Mókás arc (Funny Face) – Ray June
  - Peyton Place – William C. Mellor
  - Szajonara (Sayonara) – Ellsworth Fredericks

### Látványtervezés és díszlet
- Ted Haworth, Robert Priestley – Szajonara  (Sayonara) 
  - Hal Pereira, George Davis, Samuel M. Comer, Ray Moyer – Mókás arc (Funny Face)
  - William A. Horning, Gene Allen, Edwin B. Willis, Richard Pefferle – A lányok (Les Girls)
  - Walter Holscher, William Kiernan, Louis Diage – Fickós Joey (Pal Joey)
  - William A. Horning, Urie McCleary, Edwin B. Willis, Hugh Hunt – Raintree County

### Legjobb vágás
- Híd a Kwai folyón (The Bridge on the River Kwai) – Peter Taylor
  - Újra szól a hatlövetű (Gunfight at the O.K. Corral) – Warren Low
  - Fickós Joey (Pal Joey) – Viola Lawrence, Jerome Thoms
  - Szajonara (Sayonara) – Arthur P. Schmidt, Philip W. Anderson
  - A vád tanúja (Witness for the Prosecution) – Daniel Mandell

### Legjobb vizuális effektus
- The Enemy Below – Hangeffektus: Walter Rossi
  - A St. Louis-i lélek (The Spirit of St. Louis) – Vizuális effektus: Louis Lichtenfield

### Legjobb idegen nyelvű film
- Cabiria éjszakái (Le Notti di Cabiria) (Olaszország) – Dino De Laurentiis Cinematografica, Les Films Marceau – Dino De Laurentiis producer – Federico Fellini rendező
  - Nachts, wenn der Teufel kam (The Devil Came at Night, Németország) – Divina-Film – Robert Siodmak producer és rendező
  - Az orgonás negyed/Orgonásnegyed[8] (Porte des Lilas/Gates of Paris) (Franciaország) – Cinétel, Filmsonor, Rizzoli Film, S.E.C.A. – René Clair producer és rendező
  - Mother India (Bharat Mata) (India–hindi) – Mehboob Productions – Mehboob Khan producer és rendező
  - Kilenc élet (Ni liv/Nine Lives) (Norvégia) – Nordsjøfilm – Arne Skouen producer és rendező

### Legjobb filmzene
- Híd a Kwai folyón (The Bridge on the River Kwai) – Malcolm Arnold[* 4]
  - Félévente randevú (An Affair to Remember) – Hugo Friedhofer
  - Boy on a Dolphin – Hugo Friedhofer
  - Perri – Paul J. Smith
  - Raintree County – Johnny Green

## Statisztika

### Egynél több jelöléssel bíró filmek
- 10 : Szajonara (Sayonara)
- 9 : Peyton Place
- 8 : Híd a Kwai folyón (The Bridge on the River Kwai)
- 6 : A vád tanúja (Witness for the Prosecution)
- 4 : Félévente randevú (An Affair to Remember), Mókás arc (Funny Face), Fickós Joey (Pal Joey), Raintree County
- 3 : Tizenkét dühös ember (12 Angry Men), A lányok (Les Girls), Wild Is the Wind
- 2 : Újra szól a hatlövetű (Gunfight at the O. K. Corral), Heaven Knows, Mr. Allison

### Egynél több díjjal bíró filmek
- 7 : Híd a Kwai folyón (The Bridge on the River Kwai)
- 4 : Szajonara (Sayonara)